# Pelegrina
Pelegrina este un gen de păianjeni din familia Salticidae.

## Specii
- Pelegrina aeneola (Curtis, 1892) — America de Nord
- Pelegrina arizonensis (Peckham & Peckham, 1901) — America de Nord
- Pelegrina balia Maddison, 1996 — SUA
- Pelegrina bicuspidata (F. O. P-Cambridge, 1901) — Mexic, Guatemala
- Pelegrina bunites Maddison, 1996 — SUA, Mexic
- Pelegrina chaimona Maddison, 1996 — SUA, Mexico
- Pelegrina chalceola Maddison, 1996 — SUA
- Pelegrina clavator Maddison, 1996 — Mexic
- Pelegrina clemata (Levi, 1951) — USA, Canada
- Pelegrina dithalea Maddison, 1996 — SUA
- Pelegrina edrilana Maddison, 1996 — Mexic
- Pelegrina exigua (Banks, 1892) — SUA
- Pelegrina flaviceps (Kaston, 1973) — SUA, Canada
- Pelegrina flavipes (Peckham & Peckham, 1888) — SUA, Canada
- Pelegrina furcata (F. O. P.-Cambridge, 1901) — SUA, Mexic
- Pelegrina galathea (Walckenaer, 1837) — din Canada până în Costa Rica, Bermude

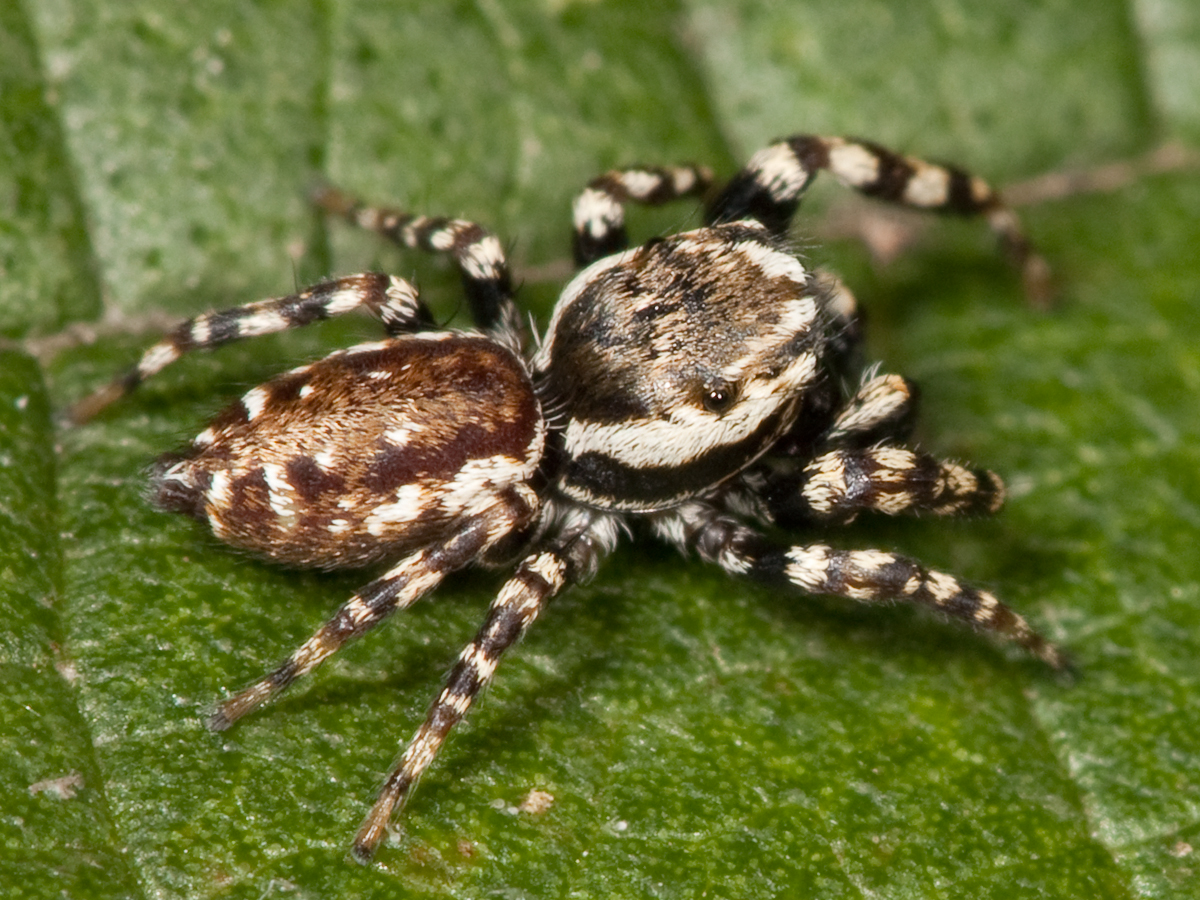
Mascul Pelegrina galathea

- Pelegrina helenae (Banks, 1921) — SUA
- Pelegrina huachuca Maddison, 1996 — SUA
- Pelegrina insignis (Banks, 1892) — SUA, Canada
- Pelegrina kastoni Maddison, 1996 — SUA, Mexic
- Pelegrina montana (Emerton, 1891) — SUA, Canada
- Pelegrina morelos Maddison, 1996 — Mexic
- Pelegrina neoleonis Maddison, 1996 — Mexic
- Pelegrina ochracea (F. O. P.-Cambridge, 1901) — Mexic, Guatemala
- Pelegrina orestes Maddison, 1996 — USA, Mexico
- Pelegrina pallidata (F. O. P.-Cambridge, 1901) — Mexico până în Nicaragua
- Pelegrina peckhamorum (Kaston, 1973) — SUA
- Pelegrina pervaga (Peckham & Peckham, 1909) — SUA
- Pelegrina proterva (Walckenaer, 1837) — SUA, Canada
- Pelegrina proxima (Peckham & Peckham, 1901) — Bahamas, Cuba, Hispaniola, Jamaica
- Pelegrina sabinema Maddison, 1996 — SUA
- Pelegrina sandaracina Maddison, 1996 — din Mexic până în Nicaragua
- Pelegrina tillandsiae (Kaston, 1973) — SUA
- Pelegrina tristis Maddison, 1996 — SUA
- Pelegrina variegata (F. O. P.-Cambridge, 1901) — din Mexic până în Panama
- Pelegrina verecunda (Chamberlin & Gertsch, 1930) — SUA, Mexic
- Pelegrina volcana Maddison, 1996 — Panama
- Pelegrina yucatecana Maddison, 1996 — Mexic